# Apogon aterrimus
Apogon aterrimus är en fiskart som beskrevs av Günther, 1867. Apogon aterrimus ingår i släktet Apogon och familjen Apogonidae. Inga underarter finns listade i Catalogue of Life.